# Martin Reichmann
Martin Reichmann (* 29. November 1907 in Pfohren; † 12. Juni 2000 in Immenhöfe) war ein deutscher Politiker.

## Leben
Martin Reichmann war das älteste von sechs Kindern einer Bauernfamilie. 1925/26 besuchte er die neu gegründete Landwirtschaftsschule und wurde Milchkontrollassistent. Er trat zum 1. August 1932 der NSDAP bei (Mitgliedsnummer 1.243.219) und wurde 1933 Bürgermeister in Pfohren. Seit 1934 war er als Sachbearbeiter in der Landwirtschaftsverwaltung tätig. Er heiratete 1936 und wurde Vater von vier Kindern. Nach der Kriegsteilnahme 1939–1945 kehrte er im Jahr 1946 aus der Kriegsgefangenschaft zurück. Seit 1947 war er als selbstständiger Landwirt tätig und agrarpolitisch aktiv, seit 1958 stellvertretender Vorsitzender des Agrarausschusses Südbaden der FDP. Für die FDP zog er 1961 bis 1969 über die Landesliste in den Deutschen Bundestag ein. Er galt als anerkannter Agrarexperte und wirkte auch nach dem Ausscheiden aus dem Bundestag viele Jahre in dem Gemeinde- und Ortschaftsrat mit.

## Ehrungen
- Verdienstkreuz 1. Klasse der Bundesrepublik Deutschland
- 1978: Großes Verdienstkreuz der Bundesrepublik Deutschland[2]